# Miguel Ángel Gutiérrez (calciatore argentino)
Miguel Ángel Gutiérrez (21 marzo 1954) è un ex calciatore argentino, di ruolo attaccante.

## Carriera
Ha iniziato la carriera nel Lanús, per poi passare al Talleres (RdE). Nel 1976 passa al Ferro Carril Oeste, con cui debuttò nella vittoria casalinga per 2-0 contro il Vélez Sarsfield il 15 febbraio di quell'anno. Restò con i Verdolaga sino all'ottobre dell'anno seguente, quando passò all'Argentino (Q). 
Nel 1980 si trasferisce in Ecuador, ingaggiato dall'América de Quito, ottenendo nella prima stagione il quarto posto finale ed il titolo individuale di capocannoniere del torneo con 26 reti. La stagione seguente invece si concluse con la retrocessione nella serie cadetta.
Nella stagione 1983 torna in Ecuador per giocare nell'Everest, con cui retrocesse nella serie inferiore al termine del campionato.
Dopo aver giocato in patria nell'Arsenal Sarandí e nel Los Andes si trasferisce in Bolivia dove giocherà per l'Aurora ed il Wilstermann.

## Palmarès

### Individuale
- Capocannoniere del campionato ecuadoriano: 1

1980 (26 reti)